# Caso W.M.M. contra Trump
W.M.M. v. Trump (originalmente presentada como A.A.R.P. v. Trump) es una demanda colectiva en Estados Unidos pendiente ante la Corte para el Distrito Norte de Texas que solicita una orden de habeas corpus en nombre de los inmigrantes venezolanos detenidos considerados para ser deportados en virtud de la invocación de la Ley de Enemigos Extranjeros por parte del presidente Donald Trump. El 19 de abril de 2025, en una orden breve y sin firma, la Corte Suprema de los Estados Unidos ordenó al gobierno de los Estados Unidos no expulsar a ninguno de los supuestos miembros del colectivo hasta nueva orden de la corte.